# 吉村薬品
吉村薬品株式会社（よしむらやくひん）は、かつて存在した医薬品・一般医薬品の卸売を中心とする日本の企業である。医薬品の卸売大手。地盤は九州地区中部・南部。現在は、2度の合併により、共同持株会社株式会社葦の会傘下の株式会社アステムとなっている。

## 概要
- 本社 - 大分県大分市大道町3-23
- 代表取締役会長 -吉村益次
- 代表取締役社長 - 長尾昭二
- 代表取締役専務 - 吉村恭彰
- 資本金 - 3億1,200万円

大分の薬業は、明治から大正初期にかけては「讃岐屋」、「三浦屋」、「旭堂」が主で、1919年（大正8年）から1943年（昭和18年）までは「吉村薬局」、「平田天命堂」、「回生堂」の3つ巴の戦いであった。第二次世界大戦の終戦から1948年（昭和23年）までは、西大分に店舗を構えて唯一戦災から逃れた「平田天命堂」の独占状態だった。吉村益次は、「吉村薬局・別府支店」に残っていた薬品をもとに復興し大分の2大薬品卸となっていき、「吉村薬品」の大分での医薬品シェアは40%を維持し、1位となった。
積極的に広域化する「富田薬品」、「九宏薬品」、「大黒南海堂」に対し、「吉村薬品」は業務提携で九州一円に「ダイアグループ」を形成していた。

### ダイヤグループ
- ヨシマツ薬品 - 熊本県で売上高3位
- 宮崎吉村薬品 - 宮崎県で売上高1位
- ヤナイ薬品 - 鹿児島県で売上高3位
- コーヨー薬品 - 沖縄県で売上高3位

（1980年度（昭和55年度）売上高）

## 主要株主
- 吉村益次
- 吉村不動産
- 武田薬品
- コーヤク
- 第一製薬
- 大日本製薬

## 沿革
- 1919年（大正8年）7月1日 - 初代吉村益次が大分市大道町に「吉村薬局」創業。同時に「星製薬」との特約店契約を結ぶ。
- 1925年（大正14年） - 大分市南新町に本社移転。
- 1927年（昭和2年） - 「旭堂薬局」（大分県大分市竹町）倒産により店舗を譲り受け「吉村薬局分店」設立。
- 1930年（昭和5年）1月 - 資本金15万円で「合資会社吉村益次商店」設立。
- 1934年（昭和9年） - 九州地区売上高1位。
- 1940年（昭和15年） - 「別府薬局」の営業権を譲受し「吉村益次商店・別府支店」開設。
- 1941年（昭和16年）10月 - 川原の営業していた「小倉薬局」を買収し大石忠次郎（大石忠次郎商店社長）と吉村益次との共同出資で11月「合名会社小倉薬局」創業。
- 1946年（昭和21年）9月 - 「小倉薬局」から「大石忠次郎商店」が資本を引き上げ「吉村益次商店」単独経営になったので「吉村益次商店・小倉支店」として発足。
- 1947年（昭和22年）3月 - 「吉村益次商店・小倉支店」を資本金199,000円で「株式会社小倉薬局」に商号変更し吉村益次が社長に就任。
- 1948年（昭和23年）2月 - 吉村益次死去し吉村興一が二代目吉村益次を襲名。
- 1948年（昭和23年）5月 - 資本金100万円で大分県に「株式会社吉村益次商店」を設立。
- 1948年（昭和23年） - 大分県の公定価格改定による差益として40万円のうち「吉村益次商店」が20万円・残りの10万円を「平田天命堂」と「藤澤薬局」（後の藤澤薬品）が負担しあとの10万をその他の小売薬局が負担した。
- 1949年（昭和24年） - 「峯崎薬品」（後の「田辺峯崎株式会社」）（大阪府）が、別府市に進出し「田辺製薬」の製品を主力として大分県の薬品乱売が勃発。
- 1953年（昭和28年） - 「峯崎薬品・別府支店」の業績が著しく低下し大阪本社にも影響が生じてきたために九州から撤退。
- 1953年（昭和28年）5月 - 「病院課新設」。「延岡出張所」開設。
- 1954年（昭和29年）1月 - 「青かび会」発足。「延岡出張所」移転。
- 1955年（昭和30年）1月 - 「中津市出長所」開設。「延岡出張所」を「延岡支店」に昇格
- 1955年（昭和30年）5月 - 「五康株式会社」（大阪府）を「光栄商会」・「吉村薬品」・「小倉薬品」・「大石薬品」・「梁井一心堂」・「大黒南海堂」「吉松一心堂」が資本金200万円出資し「健栄製薬」と商号変更し再建。
- 1956年（昭和31年）5月 - 島津製作所の代理店として「大分医療器株式会社」設立。
- 1956年（昭和31年）12月 - 「吉村薬品株式会社」に商号変更。
- 1956年（昭和31年）5月 - 「農薬課」新設。
- 1956年（昭和31年）12月 - 小売部門を分離し「クスリのヨシムラ」設立。
- 1957年（昭和32年）5月 - 「食品課」新設。
- 1958年（昭和33年）2月 - 「日田出張所」開設。
- 1958年（昭和33年）3月 - 「防疫課」新設。
- 1958年（昭和33年） - 5月期に「小倉薬品」の売上高が「吉村薬品」を初めて超える。
- 1958年（昭和33年）8月 - 三共・田辺製薬の仲裁で宮崎県の「神都薬品」の営業圏を譲渡され資本金250万円で「宮崎吉村薬品株式会社」設立。
- 1959年（昭和34年） - 「大石忠次郎商店」（久留米市）が福岡地区進出に失敗し経営困難になり、吉村重喜（小倉薬品）と吉村益次（吉村薬品）が再建し「大石薬品」（社長・大石忠雄）と商号変更。
- 1959年（昭和34年）4月 - 「山本吉村薬品」（佐伯市船頭町）設立。
- 1959年（昭和34年）6月 - 「中津市出長所」を「中津支店」に、「日田出張所」を「日田支店」に昇格。
- 1961年（昭和36年）6月 - 「医薬品事業部」と「特殊品事業部」を新設。
- 1961年（昭和36年）11月 - 「延岡支店」を「宮崎吉村薬品」に譲渡。
- 1963年（昭和38年）1月 - 「中津支店」新築。
- 1963年（昭和38年）4月 - 「青かび会」から「躍進会」発足。
- 1963年（昭和38年）6月 - 「大分臨床検査センター」設立。
- 1963年（昭和38年）6月 - 東京都に「大鵬薬品工業株式会社」（大塚製薬と全国の主要卸業者が出資して設立された企業である）設立。大分地区独占販売契約を締結。大鵬薬品は1県1社代理店制度を採用する。
- 1963年（昭和38年）10月 - 「山本吉村薬品」を合併し「佐伯支店」として発足。
- 1964年（昭和39年）2月 - 「佐伯臨床検査センター」設立。
- 1965年（昭和40年）3月 - 「吉村不動産株式会社」設立。
- 1967年（昭和42年）8月 - 「株式会社ダイア」設立。
- 1968年（昭和43年）11月 - 「日田支店」新築移転。
- 1969年（昭和44年）10月 - 「株式会社ダイコー（ダイア・コーポレーシヨン）」設立。
- 1969年（昭和44年）11月 - 本社を大分県大道町に移転新築。
- 1970年（昭和45年）2月 - 「宇佐臨床検査センター」設立。
- 1970年（昭和45年）4月 - 「株式会社ケンミン」設立。
- 1972年（昭和47年）4月 - 「特殊品事業部」を分離し「ヨシムラ産業株式会社」新設。
- 1972年（昭和47年）5月 - 「沖縄光南薬品」がダイコーグループに参加。
- 1972年（昭和47年）7月 - 「大分医療器株式会社」を「ヨシムラ医療器株式会社」に商号変更。
- 1972年（昭和47年）9月 - 「サンケンポリマー株式会社」設立。
- 1973年（昭和48年）12月 - 「中津支店」、「佐伯支店」新築移転。
- 1974年（昭和49年）2月 - 「日田臨床検査センター」設立。
- 1974年（昭和49年）8月 - 「ヨシムラ産業株式会社」を「サン・ダイコー」と商号変更。
- 1978年（昭和53年）8月 - 「別府支店」新築移転。
- 1979年（昭和54年）2月 - 「株式会社西日本特殊臨床検査センター」設立。
- 1980年（昭和55年）2月 - 「配送センター」設立。
- 1991年（平成4年）2月 - 宮崎県の「宮崎吉村薬品」・熊本県の「ヨシマツ薬品」・鹿児島県の「ヤナイ薬品」が合併し「株式会社ダイコー」に商号変更。
- 1998年（平成10年）4月 - 「キョーエイ薬品株式会社」（福岡県）、「株式会社コマック」（福岡県）、「株式会社ダイコー」（大分県）、「株式会社サンメック」（大分県）の4社が合併し、「株式会社アステム」（大分県）設立。

## 営業所
- 本社 - 大分市大分市大道町3-23
- 別府営業所 - 別府市田ノ湯町2-14
- 中津営業所 - 中津市中央町1-4-10
- 日田営業所 - 日田市若宮町1-30
- 佐伯営業所 - 佐伯市城南町49
- 臨床検査センター大分 - 大分市大分市大道町3-23
- 臨床検査センター佐伯 - 佐伯市外来島医師館内
- 臨床検査センター日田 - 日田市若宮町1-30
- 臨床検査センター宇佐 - 宇佐市四日市八反畑
- 薬専部・医専部 - 大分市大分市大道町3-23

## 売上高(百万円)
- 1971年（昭和46年）4月 - 5,566
- 1972年（昭和47年）4月 - 5,701
- 1973年（昭和48年）4月 - 5,707
- 1974年（昭和49年）4月 - 7,099
- 1975年（昭和50年）4月 - 8,683
- 1976年（昭和51年）4月 - 9,833
- 1977年（昭和52年）4月 - 10,867
- 1978年（昭和53年）4月 - 12,116
- 1979年（昭和54年）4月 - 13,366
- 1980年（昭和55年）4月 - 14,881
- 1981年（昭和56年）4月 - 16,458
- 1982年（昭和57年）4月 - 18,103
- 1983年（昭和58年）4月 - 20,197
- 1984年（昭和59年）4月 - 21,517
- 1988年（昭和63年）3月 - 26,280
- 1989年（平成1年）3月 - 29,523
- 1990年（平成2年）3月 - 26,103

## 関係会社
- ダイコー
- サン・ダイコー
- サン・メック
- ダイア
- コーヤク
- 西日本特殊臨床検査センター
- 宮崎吉村薬品
- ヨシムラ医療器
- ヨシマツ薬品
- ヤナイ薬品
- ダイコー沖縄
- 酒井薬品
- 山口薬品
- ケンミン
- ソニック

## 主要取引メーカー
- 武田薬品工業、エーザイ、第一製薬、明治製菓、藤沢薬品工業、大日本製薬（現:大日本住友製薬）、吉富製薬（現:田辺三菱製薬）、中外製薬、大鵬薬品工業、日本化薬、大塚製薬、ミドリ十字（現:田辺三菱製薬）、小野薬品工業、三共、日本新薬、日本ケミファ、萬有製薬、東洋醸造、山之内製薬